# 1. Bundesliga 2017-18
La 1. Bundesliga 2017-18 fue la 55.ª edición de la Fußball-Bundesliga, la mayor competición futbolística de Alemania.
El campeonato constará de dieciocho equipos: Los mejores quince de la edición anterior, los dos mejores de la 2. Bundesliga 2016-17 y el ganador de los play-offs de ascenso y descenso entre el puesto 16.° de la Bundesliga y el 3.° de la 2. Bundesliga. El Bayern de Múnich es el campeón vigente, ganó las últimas cinco ediciones de la 1. Bundesliga de forma consecutiva. Además, esta temporada, descendió el histórico Hamburgo S.V., el único equipo que nunca había jugado en la 2. Bundesliga.

## Equipos
| Pos | Descendidos de 1. Bundesliga |
| --- | ---------------------------- |
| 17º | Ingolstadt 04                |
| 18º | Darmstadt 98                 |

| Pos | Ascendidos de 2. Bundesliga |
| --- | --------------------------- |
| 1º  | Stuttgart                   |
| 2º  | Hannover 96                 |

| Equipo                                    | Ciudad          | Entrenador          | Capitán           | Estadio                   | Aforo  | Marca  | Patrocinador principal |
| ----------------------------------------- | --------------- | ------------------- | ----------------- | ------------------------- | ------ | ------ | ---------------------- |
| Augsburgo                                 | Augsburgo       | Manuel Baum         | Paul Verhaegh     | WWK Arena                 | 30 660 | Nike   | AL-KO                  |
| Bayer Leverkusen                          | Leverkusen      | Heiko Herrlich      | Lars Bender       | BayArena                  | 30 210 | Jako   | Barmenia               |
| Bayern de Múnich                          | Múnich          | Jupp Heynckes       | Manuel Neuer      | Allianz Arena             | 75 000 | Adidas | T-Mobile               |
| Borussia Dortmund                         | Dortmund        | Peter Stöger        | Marcel Schmelzer  | Signal Iduna Park         | 80 645 | Puma   | Evonik                 |
| Borussia Mönchengladbach                  | Mönchengladbach | Dieter Hecking      | Lars Stindl       | Borussia-Park             | 54 010 | Kappa  | Postbank               |
| Colonia                                   | Colonia         | Stefan Ruthenbeck   | Matthias Lehmann  | RheinEnergieStadion       | 50 000 | Erima  | REWE Group             |
| Eintracht Fráncfort                       | Fráncfort       | Niko Kovač          | Alexander Meier   | Commerzbank-Arena         | 51 500 | Nike   | Alfa Romeo             |
| Friburgo                                  | Friburgo        | Christian Streich   | Julian Schuster   | Mage Solar Stadion        | 25 000 | Hummel | Ehrmann                |
| Hamburgo                                  | Hamburgo        | Christian Titz      | Gotoku Sakai      | Volksparkstadion          | 57 000 | Adidas | Emirates               |
| Hannover 96                               | Hannover        | André Breitenreiter | Edgar Prib        | HDI-Arena                 | 49 000 | Jako   | Heinz von Heiden       |
| Hertha Berlín                             | Berlín          | Pál Dárdai          | Vedad Ibišević    | Olympiastadion            | 74 244 | Nike   | Deutsche Bahn          |
| Hoffenheim                                | Sinsheim        | Julian Nagelsmann   | Pirmin Schwegler  | Wirsol Rhein-Neckar-Arena | 30 150 | Lotto  | SAP                    |
| RB Leipzig                                | Leipzig         | Ralph Hasenhüttl    | Dominik Kaiser    | Red Bull Arena            | 44 193 | Nike   | Red Bull               |
| Maguncia 05                               | Maguncia        | Sandro Schwarz      | Jannik Huth       | Opel Arena                | 34 000 | Lotto  | Profine                |
| Schalke 04                                | Gelsenkirchen   | Domenico Tedesco    | Benedikt Höwedes  | Veltins-Arena             | 61 973 | Adidas | Gazprom                |
| Stuttgart                                 | Stuttgart       | Tayfun Korkut       | Christian Gentner | Mercedes-Benz Arena       | 60 441 | Puma   | Mercedes-Benz Bank     |
| Werder Bremen                             | Bremen          | Florian Kohfeldt    | Clemens Fritz     | Weserstadion              | 42 100 | Nike   | Original Wiesenhof     |
| Wolfsburgo                                | Wolfsburgo      | Bruno Labbadia      | Mario Gómez       | Volkswagen Arena          | 30 000 | Nike   | Volkswagen             |
| Datos actualizados el 12 de marzo de 2018 |                 |                     |                   |                           |        |        |                        |

### Cambios de entrenadores
| Equipo            | Entrenador (jornadas)                                                |
| ----------------- | -------------------------------------------------------------------- |
| Wolfsburgo        | Andries Jonker (1-4) Martin Schmidt (5-23) Bruno Labbadia (24-34)    |
| Bayern de Múnich  | Carlo Ancelotti (1-6) Willy Sagnol (7) Jupp Heynckes (8-34)          |
| Werder Bremen     | Alexander Nouri (1-10) Florian Kohfeldt (11-34)                      |
| Colonia           | Peter Stöger (1-14) Stefan Ruthenbeck (15-34)                        |
| Borussia Dortmund | Peter Bosz (1-15) Peter Stöger (16-34)                               |
| Hamburgo          | Markus Gisdol (1-19) Bernd Hollerbach (20-26) Christian Titz (27-34) |
| Stuttgart         | Hannes Wolf (1-20) Tayfun Korkut (21-34)                             |

### Equipos porEstados federados
| Región                      | N.º | Equipos                                                                             |
| --------------------------- | --- | ----------------------------------------------------------------------------------- |
| Renania del Norte-Westfalia | 5   | Bayer Leverkusen, Borussia Dortmund, Borussia Mönchengladbach, Colonia y Schalke 04 |
| Baden-Wurtemberg            | 3   | Hoffenheim, Friburgo y Stuttgart                                                    |
| Baviera                     | 2   | Augsburgo y Bayern de Múnich                                                        |
| Baja Sajonia                | 2   | Hannover 96 y Wolfsburgo                                                            |
| Berlín                      | 1   | Hertha Berlín                                                                       |
| Bremen                      | 1   | Werder Bremen                                                                       |
| Hamburgo                    | 1   | Hamburgo                                                                            |
| Hesse                       | 1   | Eintracht Fráncfort                                                                 |
| Renania-Palatinado          | 1   | Maguncia 05                                                                         |
| Sajonia                     | 1   | RB Leipzig                                                                          |

## Clasificación
|  | Pos. | Equipo                   | PJ | PG | PE | PP | GF | GC | Dif. | Pts. |
|  | ---- | ------------------------ | -- | -- | -- | -- | -- | -- | ---- | ---- |
|  | 1.   | Bayern Múnich (C)        | 34 | 27 | 3  | 4  | 92 | 28 | +64  | 84   |
|  | 2.   | Schalke 04               | 34 | 18 | 9  | 7  | 53 | 37 | +16  | 63   |
|  | 3.   | Hoffenheim               | 34 | 15 | 10 | 9  | 66 | 48 | +18  | 55   |
|  | 4.   | Borussia Dortmund        | 34 | 15 | 10 | 9  | 64 | 47 | +17  | 55   |
|  | 5.   | Bayer Leverkusen         | 34 | 15 | 10 | 9  | 58 | 44 | +14  | 55   |
|  | 6.   | RB Leipzig               | 34 | 15 | 8  | 11 | 57 | 53 | +4   | 53   |
|  | 7.   | Stuttgart                | 34 | 15 | 6  | 13 | 36 | 36 | 0    | 51   |
|  | 8.   | Eintracht Fráncfort      | 34 | 14 | 7  | 13 | 45 | 45 | 0    | 49   |
|  | 9.   | Borussia Mönchengladbach | 34 | 13 | 8  | 13 | 47 | 52 | -5   | 47   |
|  | 10.  | Hertha Berlín            | 34 | 10 | 13 | 11 | 43 | 46 | -3   | 43   |
|  | 11.  | Werder Bremen            | 34 | 10 | 12 | 12 | 37 | 40 | -3   | 42   |
|  | 12.  | Augsburgo                | 34 | 10 | 11 | 13 | 43 | 46 | -3   | 41   |
|  | 13.  | Hannover 96              | 34 | 10 | 9  | 15 | 44 | 54 | -10  | 39   |
|  | 14.  | Maguncia 05              | 34 | 9  | 9  | 16 | 38 | 52 | -14  | 36   |
|  | 15.  | Friburgo                 | 34 | 8  | 12 | 14 | 32 | 56 | -24  | 36   |
|  | 16.  | Wolfsburgo               | 34 | 6  | 15 | 13 | 36 | 48 | -12  | 33   |
|  | 17.  | Hamburgo (D)             | 34 | 8  | 7  | 19 | 29 | 53 | -24  | 31   |
|  | 18.  | Colonia (D)              | 34 | 5  | 7  | 22 | 35 | 70 | -35  | 22   |

|  | Clasificado para la Fase de grupos de la Liga de Campeones 2018-19.                                 |
|  | Clasificado para la Fase de grupos de la Liga Europea 2018-19.                                      |
|  | Clasificado para la Tercera ronda previa de la Liga Europea 2018-19.                                |
|  | Play-off por la permanencia en la 1. Bundesliga contra el tercer lugar de la 2. Bundesliga 2017-18. |
|  | Descendido a la 2. Bundesliga 2018-19.                                                              |

## Evolución de las posiciones
| Equipo / Jornada         | 1  | 2  | 3  | 4  | 5  | 6  | 7  | 8  | 9  | 10 | 11 | 12 | 13 | 14 | 15 | 16 | 17 | 18 | 19 | 20 | 21 | 22 | 23 | 24 | 25 | 26 | 27 | 28 | 29 | 30 | 31 | 32 | 33 | 34 |
| Equipo / Jornada         |    |    |    |    |    |    |    |    |    |    |    |    |    |    |    |    |    |    |    |    |    |    |    |    |    |    |    |    |    |    |    |    |    |    |
| ------------------------ | -- | -- | -- | -- | -- | -- | -- | -- | -- | -- | -- | -- | -- | -- | -- | -- | -- | -- | -- | -- | -- | -- | -- | -- | -- | -- | -- | -- | -- | -- | -- | -- | -- | -- |
| Bayern de Múnich         | 2  | 2  | 6  | 3  | 2  | 3  | 2  | 2  | 2  | 1  | 1  | 1  | 1  | 1  | 1  | 1  | 1  | 1  | 1  | 1  | 1  | 1  | 1  | 1  | 1  | 1  | 1  | 1  | 1  | 1  | 1  | 1  | 1  | 1  |
| Schalke 04               | 4  | 8  | 5  | 4  | 6  | 7  | 9  | 6  | 5  | 5  | 4  | 2  | 3  | 3  | 3  | 2  | 2  | 3  | 3  | 3  | 5  | 6  | 6  | 3  | 2  | 2  | 2  | 2  | 2  | 2  | 2  | 2  | 2  | 2  |
| Hoffenheim               | 6  | 5  | 2  | 5  | 3  | 2  | 3  | 4  | 4  | 7  | 5  | 6  | 7  | 5  | 6  | 5  | 7  | 7  | 9  | 9  | 9  | 8  | 9  | 9  | 7  | 7  | 7  | 7  | 7  | 6  | 5  | 4  | 4  | 3  |
| Borussia Dortmund        | 1  | 1  | 1  | 1  | 1  | 1  | 1  | 1  | 1  | 2  | 3  | 5  | 5  | 6  | 8  | 6  | 3  | 4  | 6  | 6  | 4  | 3  | 2  | 2  | 3  | 3  | 3  | 3  | 3  | 3  | 3  | 3  | 3  | 4  |
| Bayer Leverkusen         | 15 | 14 | 17 | 12 | 14 | 10 | 11 | 12 | 9  | 8  | 9  | 9  | 6  | 9  | 5  | 4  | 4  | 5  | 2  | 2  | 2  | 5  | 4  | 5  | 5  | 4  | 5  | 5  | 4  | 4  | 4  | 5  | 5  | 5  |
| RB Leipzig               | 16 | 7  | 4  | 6  | 9  | 6  | 4  | 3  | 3  | 3  | 2  | 3  | 2  | 2  | 2  | 3  | 5  | 2  | 4  | 5  | 3  | 2  | 5  | 6  | 6  | 6  | 6  | 4  | 6  | 5  | 6  | 6  | 6  | 6  |
| Stuttgart                | 17 | 10 | 14 | 9  | 12 | 12 | 12 | 11 | 13 | 12 | 12 | 11 | 12 | 13 | 13 | 14 | 14 | 13 | 14 | 14 | 14 | 14 | 13 | 12 | 9  | 10 | 8  | 8  | 9  | 10 | 10 | 8  | 8  | 7  |
| Eintracht Fráncfort      | 9  | 13 | 11 | 13 | 10 | 11 | 8  | 7  | 7  | 10 | 7  | 7  | 9  | 8  | 9  | 7  | 8  | 9  | 7  | 4  | 6  | 4  | 3  | 4  | 4  | 5  | 4  | 6  | 5  | 7  | 7  | 7  | 7  | 8  |
| Borussia Mönchengladbach | 7  | 6  | 9  | 10 | 7  | 9  | 7  | 5  | 8  | 6  | 8  | 4  | 4  | 4  | 4  | 8  | 6  | 6  | 5  | 7  | 8  | 10 | 10 | 7  | 8  | 9  | 9  | 9  | 8  | 8  | 8  | 9  | 9  | 9  |
| Hertha Berlín            | 3  | 9  | 10 | 11 | 8  | 8  | 10 | 13 | 11 | 11 | 11 | 14 | 11 | 12 | 12 | 11 | 10 | 11 | 11 | 11 | 11 | 11 | 11 | 11 | 12 | 11 | 11 | 11 | 10 | 9  | 9  | 10 | 10 | 10 |
| Werder Bremen            | 12 | 18 | 16 | 17 | 17 | 17 | 17 | 17 | 17 | 17 | 17 | 16 | 17 | 17 | 17 | 17 | 16 | 16 | 16 | 16 | 15 | 15 | 15 | 14 | 14 | 13 | 12 | 12 | 12 | 12 | 12 | 12 | 12 | 11 |
| Augsburgo                | 11 | 12 | 8  | 7  | 5  | 5  | 6  | 8  | 10 | 9  | 10 | 10 | 8  | 7  | 7  | 9  | 9  | 8  | 8  | 8  | 7  | 7  | 8  | 8  | 10 | 8  | 10 | 10 | 11 | 11 | 11 | 11 | 12 | 12 |
| Hannover 96              | 5  | 4  | 3  | 2  | 4  | 4  | 5  | 9  | 6  | 4  | 6  | 8  | 10 | 10 | 10 | 10 | 11 | 10 | 10 | 10 | 10 | 9  | 7  | 10 | 11 | 12 | 13 | 13 | 13 | 13 | 13 | 13 | 13 | 13 |
| Maguncia 05              | 14 | 16 | 13 | 15 | 15 | 14 | 14 | 10 | 12 | 13 | 13 | 12 | 13 | 14 | 14 | 15 | 15 | 15 | 15 | 15 | 16 | 16 | 16 | 16 | 16 | 16 | 16 | 16 | 16 | 15 | 15 | 14 | 14 | 14 |
| Friburgo                 | 10 | 15 | 15 | 16 | 16 | 16 | 16 | 16 | 15 | 15 | 16 | 17 | 16 | 16 | 16 | 13 | 13 | 14 | 12 | 12 | 12 | 12 | 12 | 13 | 13 | 14 | 14 | 14 | 14 | 16 | 16 | 15 | 15 | 15 |
| Wolfsburgo               | 18 | 11 | 12 | 14 | 13 | 13 | 13 | 14 | 14 | 14 | 14 | 13 | 14 | 11 | 11 | 12 | 12 | 12 | 13 | 13 | 13 | 13 | 14 | 15 | 15 | 15 | 15 | 15 | 15 | 14 | 14 | 16 | 16 | 16 |
| Hamburgo                 | 3  | 3  | 7  | 8  | 11 | 15 | 15 | 15 | 16 | 16 | 15 | 15 | 15 | 15 | 15 | 16 | 17 | 17 | 17 | 17 | 17 | 17 | 17 | 17 | 17 | 17 | 18 | 18 | 17 | 17 | 17 | 17 | 17 | 17 |
| Colonia                  | 13 | 17 | 18 | 18 | 18 | 18 | 18 | 18 | 18 | 18 | 18 | 18 | 18 | 18 | 18 | 18 | 18 | 18 | 18 | 18 | 18 | 18 | 18 | 18 | 18 | 18 | 17 | 17 | 18 | 18 | 18 | 18 | 18 | 18 |

## Resultados
- Los horarios corresponden al huso horario de Alemania (Hora central europea): UTC+1 en horario estándar y UTC+2 en horario de verano

### Primera vuelta
| Bayern Múnich            | 3 - 1                                                                                                   | Bayer Leverkusen    | Allianz Arena             | 18 de agosto | 20:30 |
| Hoffenheim               | 1 - 0                                                                                                   | Werder Bremen       | Wirsol Rhein-Neckar-Arena | 19 de agosto | 15:30 |
| Hertha Berlín            | 2 - 0                                                                                                   | Stuttgart           | Olímpico de Berlín        | 19 de agosto | 15:30 |
| Hamburgo                 | 1 - 0                                                                                                   | Augsburgo           | Volksparkstadion          | 19 de agosto | 15:30 |
| Mainz 05                 | 0 - 1                                                                                                   | Hannover 96         | Opel Arena                | 19 de agosto | 15:30 |
| Wolfsburgo               | 0 - 3 (enlace roto disponible en Internet Archive; véase el historial, la primera versión y la última). | Borussia Dortmund   | Volkswagen Arena          | 19 de agosto | 15:30 |
| Schalke 04               | 2 - 0                                                                                                   | RB Leipzig          | Veltins-Arena             | 19 de agosto | 18:30 |
| Friburgo                 | 0 - 0                                                                                                   | Eintracht Frankfurt | Schwarzwald-Stadion       | 20 de agosto | 15:30 |
| Borussia Mönchengladbach | 1 - 0                                                                                                   | Colonia             | Borussia-Park             | 20 de agosto | 18:00 |

| Colonia             | 1 - 3 | Hamburgo                 | RheinEnergieStadion | 25 de agosto | 20:30 |
| Werder Bremen       | 0 - 2 | Bayern Múnich            | Weserstadion        | 26 de agosto | 15:30 |
| Eintracht Frankfurt | 0 - 1 | Wolfsburgo               | Commerzbank-Arena   | 26 de agosto | 15:30 |
| Bayer Leverkusen    | 2 - 2 | Hoffenheim               | BayArena            | 26 de agosto | 15:30 |
| Augsburgo           | 2 - 2 | Borussia Mönchengladbach | WWK Arena           | 26 de agosto | 15:30 |
| Stuttgart           | 1 - 0 | Mainz 05                 | Mercedes-Benz Arena | 26 de agosto | 15:30 |
| Borussia Dortmund   | 2 - 0 | Hertha Berlín            | Signal Iduna Park   | 26 de agosto | 18:30 |
| RB Leipzig          | 4 - 1 | Friburgo                 | Red Bull Arena      | 27 de agosto | 15:30 |
| Hannover 96         | 1 - 0 | Schalke 04               | HDI Arena           | 27 de agosto | 18:00 |

| Hamburgo                 | 0 - 2                                                                                                   | RB Leipzig          | Volksparkstadion    | 8 de septiembre  | 20:30 |
| Augsburgo                | 3 - 0 (enlace roto disponible en Internet Archive; véase el historial, la primera versión y la última). | Colonia             | WWK Arena           | 9 de septiembre  | 15:30 |
| Friburgo                 | 0 - 0                                                                                                   | Borussia Dortmund   | Schwarzwald-Stadion | 9 de septiembre  | 15:30 |
| Mainz 05                 | 3 - 1                                                                                                   | Bayer Leverkusen    | Opel Arena          | 9 de septiembre  | 15:30 |
| Borussia Mönchengladbach | 0 - 1                                                                                                   | Eintracht Frankfurt | Borussia-Park       | 9 de septiembre  | 15:30 |
| Wolfsburgo               | 1 - 1                                                                                                   | Hannover 96         | Volkswagen Arena    | 9 de septiembre  | 15:30 |
| Hoffenheim               | 2 - 0                                                                                                   | Bayern Múnich       | Rhein-Neckar-Arena  | 9 de septiembre  | 18:30 |
| Hertha Berlín            | 1 - 1                                                                                                   | Werder Bremen       | Olímpico de Berlín  | 10 de septiembre | 15:30 |
| Schalke 04               | 3 - 1                                                                                                   | Stuttgart           | Veltins-Arena       | 10 de septiembre | 18:30 |

| Hannover 96         | 2 - 0 | Hamburgo                 | HDI Arena           | 15 de septiembre | 20:30 |
| Bayern Múnich       | 4 - 0 | Mainz 05                 | Allianz Arena       | 16 de septiembre | 15:30 |
| Werder Bremen       | 1 - 2 | Schalke 04               | Weserstadion        | 16 de septiembre | 15:30 |
| Eintracht Frankfurt | 1 - 2 | Augsburgo                | Commerzbank-Arena   | 16 de septiembre | 15:30 |
| Stuttgart           | 1 - 0 | Wolfsburgo               | Mercedes-Benz Arena | 16 de septiembre | 15:30 |
| RB Leipzig          | 2 - 2 | Borussia Mönchengladbach | Red Bull Arena      | 16 de septiembre | 18:30 |
| Hoffenheim          | 1 - 1 | Hertha Berlín            | Rhein-Neckar-Arena  | 17 de septiembre | 13:30 |
| Bayer Leverkusen    | 4 - 0 | Friburgo                 | BayArena            | 17 de septiembre | 15:30 |
| Borussia Dortmund   | 5 - 0 | Colonia                  | Signal Iduna Park   | 17 de septiembre | 18:00 |

| Borussia Mönchengladbach | 2 - 0 | Stuttgart           | Borussia-Park       | 19 de septiembre | 18:30 |
| Schalke 04               | 0 - 3 | Bayern Múnich       | Veltins-Arena       | 19 de septiembre | 20:30 |
| Augsburgo                | 1 - 0 | RB Leipzig          | WWK Arena           | 19 de septiembre | 20:30 |
| Wolfsburgo               | 1 - 1 | Werder Bremen       | Volkswagen Arena    | 19 de septiembre | 20:30 |
| Colonia                  | 0 - 1 | Eintracht Frankfurt | RheinEnergieStadion | 20 de septiembre | 18:30 |
| Hertha Berlín            | 2 - 1 | Bayer Leverkusen    | Olímpico de Berlín  | 20 de septiembre | 20:30 |
| Friburgo                 | 1 - 1 | Hannover 96         | Schwarzwald-Stadion | 20 de septiembre | 20:30 |
| Hamburgo                 | 0 - 3 | Borussia Dortmund   | Volksparkstadion    | 20 de septiembre | 20:30 |
| Mainz 05                 | 2 - 3 | Hoffenheim          | Opel Arena          | 20 de septiembre | 20:30 |

| Bayern Múnich     | 2 - 2 | Wolfsburgo               | Allianz Arena       | 22 de septiembre | 20:30 |
| RB Leipzig        | 2 - 1 | Eintracht Frankfurt      | Red Bull Arena      | 23 de septiembre | 15:30 |
| Hoffenheim        | 2 - 0 | Schalke 04               | Rhein-Neckar-Arena  | 23 de septiembre | 15:30 |
| Werder Bremen     | 0 - 0 | Friburgo                 | Weserstadion        | 23 de septiembre | 15:30 |
| Mainz 05          | 1 - 0 | Hertha Berlín            | Opel Arena          | 23 de septiembre | 15:30 |
| Stuttgart         | 0 - 0 | Augsburgo                | Mercedes-Benz Arena | 23 de septiembre | 15:30 |
| Borussia Dortmund | 6 - 1 | Borussia Mönchengladbach | Signal Iduna Park   | 23 de septiembre | 18:30 |
| Hannover 96       | 0 - 0 | Colonia                  | HDI Arena           | 24 de septiembre | 15:30 |
| Bayer Leverkusen  | 3 - 0 | Hamburgo                 | BayArena            | 24 de septiembre | 18:00 |

| Schalke 04               | 1 - 1 | Bayer Leverkusen  | Veltins-Arena       | 29 de septiembre | 20:30 |
| Borussia Mönchengladbach | 2 - 1 | Hannover 96       | Borussia-Park       | 30 de septiembre | 15:30 |
| Eintracht Frankfurt      | 2 - 1 | Stuttgart         | Commerzbank-Arena   | 30 de septiembre | 15:30 |
| Augsburgo                | 1 - 2 | Borussia Dortmund | WWK Arena           | 30 de septiembre | 15:30 |
| Wolfsburgo               | 1 - 1 | Mainz 05          | Volkswagen Arena    | 30 de septiembre | 15:30 |
| Hamburgo                 | 0 - 0 | Werder Bremen     | Volksparkstadion    | 30 de septiembre | 18:30 |
| Friburgo                 | 3 - 2 | Hoffenheim        | Schwarzwald-Stadion | 1 de octubre     | 13:30 |
| Hertha Berlín            | 2 - 2 | Bayern Múnich     | Olímpico de Berlín  | 1 de octubre     | 15:30 |
| Colonia                  | 1 - 2 | RB Leipzig        | RheinEnergieStadion | 1 de octubre     | 18:00 |

| Stuttgart         | 2 - 1 | Colonia                  | Mercedes-Benz Arena | 13 de octubre | 20:30 |
| Bayern Múnich     | 5 - 0 | Friburgo                 | Allianz Arena       | 14 de octubre | 15:30 |
| Hoffenheim        | 2 - 2 | Augsburgo                | Rhein-Neckar-Arena  | 14 de octubre | 15:30 |
| Hertha Berlín     | 0 - 2 | Schalke 04               | Olímpico de Berlín  | 14 de octubre | 15:30 |
| Mainz 05          | 3 - 2 | Hamburgo                 | Opel Arena          | 14 de octubre | 15:30 |
| Hannover 96       | 1 - 2 | Eintracht Frankfurt      | HDI Arena           | 14 de octubre | 15:30 |
| Borussia Dortmund | 2 - 3 | RB Leipzig               | Signal Iduna Park   | 14 de octubre | 18:30 |
| Bayer Leverkusen  | 2 - 2 | Wolfsburgo               | BayArena            | 15 de octubre | 15:30 |
| Werder Bremen     | 0 - 2 | Borussia Mönchengladbach | Weserstadion        | 15 de octubre | 18:00 |

| Schalke 04               | 2 - 0 | Mainz 05          | Veltins-Arena       | 20 de octubre | 20:30 |
| RB Leipzig               | 1 - 0 | Stuttgart         | Red Bull Arena      | 21 de octubre | 15:30 |
| Borussia Mönchengladbach | 1 - 5 | Bayer Leverkusen  | Borussia-Park       | 21 de octubre | 15:30 |
| Eintracht Frankfurt      | 2 - 2 | Borussia Dortmund | Commerzbank-Arena   | 21 de octubre | 15:30 |
| Augsburgo                | 1 - 2 | Hannover 96       | WWK Arena           | 21 de octubre | 15:30 |
| Hamburgo                 | 0 - 1 | Bayern Múnich     | Volksparkstadion    | 21 de octubre | 15:30 |
| Colonia                  | 0 - 0 | Werder Bremen     | RheinEnergieStadion | 22 de octubre | 13:30 |
| Friburgo                 | 1 - 1 | Hertha Berlín     | Schwarzwald-Stadion | 22 de octubre | 15:30 |
| Wolfsburgo               | 1 - 1 | Hoffenheim        | Volkswagen Arena    | 22 de octubre | 18:00 |

| Mainz 05         | 1 - 1                                                                                                   | Eintracht Frankfurt      | Opel Arena          | 27 de octubre | 20:30 |
| Hannover 96      | 4 - 2 (enlace roto disponible en Internet Archive; véase el historial, la primera versión y la última). | Borussia Dortmund        | HDI Arena           | 28 de octubre | 15:30 |
| Hertha Berlín    | 2 - 1                                                                                                   | Hamburgo                 | Olímpico de Berlín  | 28 de octubre | 15:30 |
| Hoffenheim       | 1 - 3                                                                                                   | Borussia Mönchengladbach | Rhein-Neckar-Arena  | 28 de octubre | 15:30 |
| Bayer Leverkusen | 2 - 1                                                                                                   | Colonia                  | BayArena            | 28 de octubre | 15:30 |
| Schalke 04       | 1 - 1                                                                                                   | Wolfsburgo               | Veltins-Arena       | 28 de octubre | 15:30 |
| Bayern Múnich    | 2 - 0                                                                                                   | RB Leipzig               | Allianz Arena       | 28 de octubre | 18:30 |
| Werder Bremen    | 0 - 3                                                                                                   | Augsburgo                | Weserstadion        | 29 de octubre | 15:30 |
| Stuttgart        | 3 - 0                                                                                                   | Friburgo                 | Mercedes-Benz Arena | 29 de octubre | 18:00 |

| Eintracht Frankfurt      | 2 - 1 | Werder Bremen    | Commerzbank-Arena   | 3 de noviembre | 20:30 |
| RB Leipzig               | 2 - 1 | Hannover 96      | Red Bull Arena      | 4 de noviembre | 15:30 |
| Friburgo                 | 0 - 1 | Schalke 04       | Schwarzwald-Stadion | 4 de noviembre | 15:30 |
| Borussia Mönchengladbach | 1 - 1 | Mainz 05         | Borussia-Park       | 4 de noviembre | 15:30 |
| Augsburgo                | 1 - 1 | Bayer Leverkusen | WWK Arena           | 4 de noviembre | 15:30 |
| Hamburgo                 | 3 - 1 | Stuttgart        | Volksparkstadion    | 4 de noviembre | 15:30 |
| Borussia Dortmund        | 1 - 3 | Bayern Múnich    | Signal Iduna Park   | 4 de noviembre | 18:30 |
| Colonia                  | 0 - 3 | Hoffenheim       | RheinEnergieStadion | 5 de noviembre | 15:30 |
| Wolfsburgo               | 3 - 3 | Hertha Berlín    | Volkswagen Arena    | 5 de noviembre | 18:00 |

| Stuttgart        | 2 - 1 | Borussia Dortmund        | Mercedes-Benz Arena | 17 de noviembre | 20:30 |
| Bayern Múnich    | 3 - 0 | Augsburgo                | Allianz Arena       | 18 de noviembre | 15:30 |
| Hoffenheim       | 1 - 1 | Eintracht Frankfurt      | Rhein-Neckar-Arena  | 18 de noviembre | 15:30 |
| Bayer Leverkusen | 2 - 2 | RB Leipzig               | BayArena            | 18 de noviembre | 15:30 |
| Mainz 05         | 1 - 0 | Colonia                  | Opel Arena          | 18 de noviembre | 15:30 |
| Wolfsburgo       | 3 - 1 | Friburgo                 | Volkswagen Arena    | 18 de noviembre | 15:30 |
| Hertha Berlín    | 2 - 4 | Borussia Mönchengladbach | Olímpico de Berlín  | 18 de noviembre | 18:30 |
| Schalke 04       | 2 - 0 | Hamburgo                 | Veltins-Arena       | 19 de noviembre | 15:30 |
| Werder Bremen    | 4 - 0 | Hannover 96              | Weserstadion        | 19 de noviembre | 18:00 |

| Hannover 96              | 1 - 1 | Stuttgart        | HDI Arena           | 24 de noviembre | 20:30 |
| Borussia Dortmund        | 4 - 4 | Schalke 04       | Signal Iduna Park   | 25 de noviembre | 15:30 |
| RB Leipzig               | 2 - 0 | Werder Bremen    | Red Bull Arena      | 25 de noviembre | 15:30 |
| Friburgo                 | 2 - 1 | Mainz 05         | Schwarzwald-Stadion | 25 de noviembre | 15:30 |
| Eintracht Frankfurt      | 0 - 1 | Bayer Leverkusen | Commerzbank-Arena   | 25 de noviembre | 15:30 |
| Augsburgo                | 2 - 1 | Wolfsburgo       | WWK Arena           | 25 de noviembre | 15:30 |
| Borussia Mönchengladbach | 2 - 1 | Bayern Múnich    | Borussia-Park       | 25 de noviembre | 18:30 |
| Hamburgo                 | 3 - 0 | Hoffenheim       | Volksparkstadion    | 26 de noviembre | 15:30 |
| Colonia                  | 0 - 2 | Hertha Berlín    | RheinEnergieStadion | 26 de noviembre | 18:00 |

| Friburgo         | 0 - 0                                                                                                   | Hamburgo                 | Schwarzwald-Stadion | 1 de diciembre | 20:30 |
| Bayern Múnich    | 3 - 1                                                                                                   | Hannover 96              | Allianz Arena       | 2 de diciembre | 15:30 |
| Hoffenheim       | 4 - 0                                                                                                   | RB Leipzig               | Rhein-Neckar-Arena  | 2 de diciembre | 15:30 |
| Werder Bremen    | 1 - 0                                                                                                   | Stuttgart                | Weserstadion        | 2 de diciembre | 15:30 |
| Bayer Leverkusen | 1 - 1 (enlace roto disponible en Internet Archive; véase el historial, la primera versión y la última). | Borussia Dortmund        | BayArena            | 2 de diciembre | 15:30 |
| Mainz 05         | 1 - 3 (enlace roto disponible en Internet Archive; véase el historial, la primera versión y la última). | Augsburgo                | Opel Arena          | 2 de diciembre | 15:30 |
| Schalke 04       | 2 - 2 (enlace roto disponible en Internet Archive; véase el historial, la primera versión y la última). | Colonia                  | Veltins-Arena       | 2 de diciembre | 18:30 |
| Hertha Berlín    | 1 - 2                                                                                                   | Eintracht Frankfurt      | Olímpico de Berlín  | 3 de diciembre | 15:30 |
| Wolfsburgo       | 3 - 0                                                                                                   | Borussia Mönchengladbach | Volkswagen Arena    | 3 de diciembre | 18:00 |

| Stuttgart                | 0 - 2 (enlace roto disponible en Internet Archive; véase el historial, la primera versión y la última). | Bayer Leverkusen | Mercedes-Benz Arena | 8 de diciembre  | 20:30 |
| RB Leipzig               | 2 - 2                                                                                                   | Mainz 05         | Red Bull Arena      | 9 de diciembre  | 15:30 |
| Eintracht Frankfurt      | 0 - 1 (enlace roto disponible en Internet Archive; véase el historial, la primera versión y la última). | Bayern Múnich    | Commerzbank-Arena   | 9 de diciembre  | 15:30 |
| Hamburgo                 | 0 - 0                                                                                                   | Wolfsburgo       | Volksparkstadion    | 9 de diciembre  | 15:30 |
| Borussia Dortmund        | 1 - 2                                                                                                   | Werder Bremen    | Signal Iduna Park   | 9 de diciembre  | 15:30 |
| Borussia Mönchengladbach | 1 - 1                                                                                                   | Schalke 04       | Borussia-Park       | 9 de diciembre  | 18:30 |
| Colonia                  | 3 - 4 (enlace roto disponible en Internet Archive; véase el historial, la primera versión y la última). | Friburgo         | RheinEnergieStadion | 10 de diciembre | 13:30 |
| Hannover 96              | 2 - 0                                                                                                   | Hoffenheim       | HDI Arena           | 10 de diciembre | 15:30 |
| Augsburgo                | 1 - 1 (enlace roto disponible en Internet Archive; véase el historial, la primera versión y la última). | Hertha Berlín    | WWK Arena           | 10 de diciembre | 18:00 |

| Wolfsburgo       | 1 - 1                                                                                                   | RB Leipzig               | Volkswagen Arena    | 12 de diciembre | 18:30 |
| Friburgo         | 1 - 0                                                                                                   | Borussia Mönchengladbach | Schwarzwald-Stadion | 12 de diciembre | 20:30 |
| Hamburgo         | 1 - 2 (enlace roto disponible en Internet Archive; véase el historial, la primera versión y la última). | Eintracht Frankfurt      | Volksparkstadion    | 12 de diciembre | 20:30 |
| Mainz 05         | 0 - 2                                                                                                   | Borussia Dortmund        | Opel Arena          | 12 de diciembre | 20:30 |
| Hoffenheim       | 1 - 0 (enlace roto disponible en Internet Archive; véase el historial, la primera versión y la última). | Stuttgart                | Rhein-Neckar-Arena  | 13 de diciembre | 18:30 |
| Hertha Berlín    | 3 - 1 (enlace roto disponible en Internet Archive; véase el historial, la primera versión y la última). | Hannover 96              | Olímpico de Berlín  | 13 de diciembre | 20:30 |
| Bayern Múnich    | 1 - 0                                                                                                   | Colonia                  | Allianz Arena       | 13 de diciembre | 20:30 |
| Schalke 04       | 3 - 2                                                                                                   | Augsburgo                | Veltins-Arena       | 13 de diciembre | 20:30 |
| Bayer Leverkusen | 1 - 0                                                                                                   | Werder Bremen            | BayArena            | 13 de diciembre | 20:30 |

| Borussia Mönchengladbach | 3 - 1 (enlace roto disponible en Internet Archive; véase el historial, la primera versión y la última). | Hamburgo         | Borussia-Park       | 15 de diciembre | 20:30 |
| Colonia                  | 1 - 0                                                                                                   | Wolfsburgo       | RheinEnergieStadion | 16 de diciembre | 15:30 |
| Werder Bremen            | 2 - 2                                                                                                   | Mainz 05         | Weserstadion        | 16 de diciembre | 15:30 |
| Eintracht Frankfurt      | 2 - 2                                                                                                   | Schalke 04       | Commerzbank-Arena   | 16 de diciembre | 15:30 |
| Augsburgo                | 3 - 3                                                                                                   | Friburgo         | WWK Arena           | 16 de diciembre | 15:30 |
| Stuttgart                | 0 - 1 (enlace roto disponible en Internet Archive; véase el historial, la primera versión y la última). | Bayern Múnich    | Mercedes-Benz Arena | 16 de diciembre | 15:30 |
| Borussia Dortmund        | 2 - 1                                                                                                   | Hoffenheim       | Signal Iduna Park   | 16 de diciembre | 18:30 |
| Hannover 96              | 4 - 4 (enlace roto disponible en Internet Archive; véase el historial, la primera versión y la última). | Bayer Leverkusen | HDI Arena           | 17 de diciembre | 15:30 |
| RB Leipzig               | 2 - 3                                                                                                   | Hertha Berlín    | Red Bull Arena      | 17 de diciembre | 18:00 |

### Segunda vuelta
| Bayer Leverkusen    | 1 - 3 (enlace roto disponible en Internet Archive; véase el historial, la primera versión y la última). | Bayern Múnich            | BayArena            | 12 de enero | 20:30 |
| Werder Bremen       | 1 - 1 (enlace roto disponible en Internet Archive; véase el historial, la primera versión y la última). | Hoffenheim               | Weserstadion        | 13 de enero | 15:30 |
| Eintracht Frankfurt | 1 - 1                                                                                                   | Friburgo                 | Commerzbank-Arena   | 13 de enero | 15:30 |
| Stuttgart           | 1 - 0 (enlace roto disponible en Internet Archive; véase el historial, la primera versión y la última). | Hertha Berlín            | Mercedes-Benz Arena | 13 de enero | 15:30 |
| Augsburgo           | 1 - 0                                                                                                   | Hamburgo                 | WWK Arena           | 13 de enero | 15:30 |
| Hannover 96         | 3 - 2 (enlace roto disponible en Internet Archive; véase el historial, la primera versión y la última). | Mainz 05                 | HDI Arena           | 13 de enero | 15:30 |
| RB Leipzig          | 3 - 1                                                                                                   | Schalke 04               | Red Bull Arena      | 13 de enero | 18:30 |
| Colonia             | 2 - 1                                                                                                   | Borussia Mönchengladbach | RheinEnergieStadion | 14 de enero | 15:30 |
| Borussia Dortmund   | 0 - 0                                                                                                   | Wolfsburgo               | Signal Iduna Park   | 14 de enero | 18:00 |

| Hertha Berlín            | 1 - 1                                                                                                   | Borussia Dortmund   | Olímpico de Berlín  | 19 de enero | 20:30 |
| Hoffenheim               | 1 - 4 (enlace roto disponible en Internet Archive; véase el historial, la primera versión y la última). | Bayer Leverkusen    | Rhein-Neckar-Arena  | 20 de enero | 15:30 |
| Friburgo                 | 2 - 1                                                                                                   | RB Leipzig          | Schwarzwald-Stadion | 20 de enero | 15:30 |
| Borussia Mönchengladbach | 2 - 0                                                                                                   | Augsburgo           | Borussia-Park       | 20 de enero | 15:30 |
| Wolfsburgo               | 1 - 3                                                                                                   | Eintracht Frankfurt | Volkswagen Arena    | 20 de enero | 15:30 |
| Mainz 05                 | 3 - 2                                                                                                   | Stuttgart           | Opel Arena          | 20 de enero | 15:30 |
| Hamburgo                 | 0 - 2                                                                                                   | Colonia             | Volksparkstadion    | 20 de enero | 18:30 |
| Bayern Múnich            | 4 - 2                                                                                                   | Werder Bremen       | Allianz Arena       | 21 de enero | 15:30 |
| Schalke 04               | 1 - 1 (enlace roto disponible en Internet Archive; véase el historial, la primera versión y la última). | Hannover 96         | Veltins-Arena       | 21 de enero | 18:00 |

| Eintracht Frankfurt | 2 - 0 | Borussia Mönchengladbach | Commerzbank-Arena   | 26 de enero | 20:30 |
| Borussia Dortmund   | 2 - 2 | Friburgo                 | Signal Iduna Park   | 27 de enero | 15:30 |
| RB Leipzig          | 1 - 1 | Hamburgo                 | Red Bull Arena      | 27 de enero | 15:30 |
| Colonia             | 1 - 1 | Augsburgo                | RheinEnergieStadion | 27 de enero | 15:30 |
| Bayern Múnich       | 5 - 2 | Hoffenheim               | Allianz Arena       | 27 de enero | 15:30 |
| Stuttgart           | 0 - 2 | Schalke 04               | Mercedes-Benz Arena | 27 de enero | 15:30 |
| Werder Bremen       | 0 - 0 | Hertha Berlín            | Weserstadion        | 27 de enero | 18:30 |
| Bayer Leverkusen    | 2 - 0 | Mainz 05                 | BayArena            | 28 de enero | 15:30 |
| Hannover 96         | 0 - 1 | Wolfsburgo               | HDI Arena           | 28 de enero | 18:00 |

| Colonia                  | 2 - 3 | Borussia Dortmund   | RheinEnergieStadion | 2 de febrero | 20:30 |
| Hertha Berlín            | 1 - 1 | Hoffenheim          | Olímpico de Berlín  | 3 de febrero | 15:30 |
| Friburgo                 | 0 - 0 | Bayer Leverkusen    | Schwarzwald-Stadion | 3 de febrero | 15:30 |
| Schalke 04               | 1 - 2 | Werder Bremen       | Veltins-Arena       | 3 de febrero | 15:30 |
| Mainz 05                 | 0 - 2 | Bayern Múnich       | Opel Arena          | 3 de febrero | 15:30 |
| Wolfsburgo               | 1 - 1 | Stuttgart           | Volkswagen Arena    | 3 de febrero | 15:30 |
| Borussia Mönchengladbach | 0 - 1 | RB Leipzig          | Borussia-Park       | 3 de febrero | 18:30 |
| Augsburgo                | 3 - 0 | Eintracht Frankfurt | WWK Arena           | 4 de febrero | 15:30 |
| Hamburgo                 | 1 - 1 | Hannover 96         | Volksparkstadion    | 4 de febrero | 18:00 |

| RB Leipzig          | 2 - 0                                                                                                   | Augsburgo                | Red Bull Arena      | 9 de febrero  | 20:30 |
| Borussia Dortmund   | 2 - 0                                                                                                   | Hamburgo                 | Signal Iduna Park   | 10 de febrero | 15:30 |
| Hoffenheim          | 4 - 2                                                                                                   | Mainz 05                 | Rhein-Neckar-Arena  | 10 de febrero | 15:30 |
| Eintracht Frankfurt | 4 - 2                                                                                                   | Colonia                  | Commerzbank-Arena   | 10 de febrero | 15:30 |
| Bayer Leverkusen    | 0 - 2                                                                                                   | Hertha Berlín            | BayArena            | 10 de febrero | 15:30 |
| Hannover 96         | 2 - 1                                                                                                   | Friburgo                 | HDI Arena           | 10 de febrero | 15:30 |
| Bayern Múnich       | 2 - 1                                                                                                   | Schalke 04               | Allianz Arena       | 10 de febrero | 18:30 |
| Stuttgart           | 1 - 0 (enlace roto disponible en Internet Archive; véase el historial, la primera versión y la última). | Borussia Mönchengladbach | Mercedes-Benz Arena | 11 de febrero | 15:30 |
| Werder Bremen       | 3 - 1 (enlace roto disponible en Internet Archive; véase el historial, la primera versión y la última). | Wolfsburgo               | Weserstadion        | 11 de febrero | 18:00 |

| Hertha Berlín            | 0 - 2 | Mainz 05          | Olímpico de Berlín  | 16 de febrero | 20:30 |
| Colonia                  | 1 - 1 | Hannover 96       | RheinEnergieStadion | 17 de febrero | 15:30 |
| Friburgo                 | 1 - 0 | Werder Bremen     | Schwarzwald-Stadion | 17 de febrero | 15:30 |
| Hamburgo                 | 1 - 2 | Bayer Leverkusen  | Volksparkstadion    | 17 de febrero | 15:30 |
| Wolfsburgo               | 1 - 2 | Bayern Múnich     | Volkswagen Arena    | 17 de febrero | 15:30 |
| Schalke 04               | 2 - 1 | Hoffenheim        | Veltins-Arena       | 17 de febrero | 18:30 |
| Augsburgo                | 0 - 1 | Stuttgart         | WWK Arena           | 18 de febrero | 15:30 |
| Borussia Mönchengladbach | 0 - 1 | Borussia Dortmund | Borussia-Park       | 18 de febrero | 18:00 |
| Eintracht Frankfurt      | 2 - 1 | RB Leipzig        | Commerzbank-Arena   | 19 de febrero | 20:30 |

| Mainz 05          | 1 - 1 | Wolfsburgo               | Opel Arena          | 23 de febrero | 20:30 |
| Bayern Múnich     | 0 - 0 | Hertha Berlín            | Allianz Arena       | 24 de febrero | 15:30 |
| Hoffenheim        | 1 - 1 | Friburgo                 | Rhein-Neckar-Arena  | 24 de febrero | 15:30 |
| Hannover 96       | 0 - 1 | Borussia Mönchengladbach | HDI Arena           | 24 de febrero | 15:30 |
| Stuttgart         | 1 - 0 | Eintracht Frankfurt      | Mercedes-Benz Arena | 24 de febrero | 15:30 |
| Werder Bremen     | 1 - 0 | Hamburgo                 | Weserstadion        | 24 de febrero | 18:30 |
| Bayer Leverkusen  | 0 - 2 | Schalke 04               | BayArena            | 25 de febrero | 15:30 |
| RB Leipzig        | 1 - 2 | Colonia                  | Red Bull Arena      | 25 de febrero | 18:00 |
| Borussia Dortmund | 1 - 1 | Augsburgo                | Signal Iduna Park   | 26 de febrero | 20:30 |

| Borussia Mönchengladbach | 2 - 2 | Werder Bremen     | Borussia-Park       | 2 de marzo | 20:30 |
| Schalke 04               | 1 - 0 | Hertha Berlín     | Veltins-Arena       | 3 de marzo | 15:30 |
| Wolfsburgo               | 1 - 2 | Bayer Leverkusen  | Volkswagen Arena    | 3 de marzo | 15:30 |
| Eintracht Frankfurt      | 1 - 0 | Hannover 96       | Commerzbank Arena   | 3 de marzo | 15:30 |
| Augsburgo                | 0 - 2 | Hoffenheim        | WWK Arena           | 3 de marzo | 15:30 |
| Hamburgo                 | 0 - 0 | Mainz 05          | Volksparkstadion    | 3 de marzo | 15:30 |
| RB Leipzig               | 1 - 1 | Borussia Dortmund | Red Bull Arena      | 3 de marzo | 18:30 |
| Colonia                  | 2 - 3 | Stuttgart         | RheinEnergieStadion | 4 de marzo | 15:30 |
| Friburgo                 | 0 - 4 | Bayern Múnich     | Schwarzwald-Stadion | 4 de marzo | 18:00 |

| Mainz 05          | 0 - 1 | Schalke 04               | Opel Arena          | 9 de marzo  | 20:30 |
| Hoffenheim        | 3 - 0 | Wolfsburgo               | Rhein-Neckar-Arena  | 10 de marzo | 15:30 |
| Hertha Berlín     | 0 - 0 | Friburgo                 | Olímpico de Berlín  | 10 de marzo | 15:30 |
| Bayern Múnich     | 6 - 0 | Hamburgo                 | Allianz Arena       | 10 de marzo | 15:30 |
| Hannover 96       | 1 - 3 | Augsburgo                | HDI Arena           | 10 de marzo | 15:30 |
| Bayer Leverkusen  | 2 - 0 | Borussia Mönchengladbach | BayArena            | 10 de marzo | 18:30 |
| Stuttgart         | 0 - 0 | RB Leipzig               | Mercedes-Benz Arena | 11 de marzo | 15:30 |
| Borussia Dortmund | 3 - 2 | Eintracht Frankfurt      | Signal Iduna Park   | 11 de marzo | 18:00 |
| Werder Bremen     | 3 - 1 | Colonia                  | Weserstadion        | 12 de marzo | 20:30 |

| Friburgo                 | 1 - 2 | Stuttgart        | Schwarzwald-Stadion | 16 de marzo | 20:30 |
| Borussia Mönchengladbach | 3 - 3 | Hoffenheim       | Borussia-Park       | 17 de marzo | 15:30 |
| Eintracht Frankfurt      | 3 - 0 | Mainz 05         | Commerzbank-Arena   | 17 de marzo | 15:30 |
| Augsburgo                | 1 - 3 | Werder Bremen    | WWK Arena           | 17 de marzo | 15:30 |
| Hamburgo                 | 1 - 2 | Hertha Berlín    | Volksparkstadion    | 17 de marzo | 15:30 |
| Wolfsburgo               | 0 - 1 | Schalke 04       | Volkswagen Arena    | 17 de marzo | 18:30 |
| Borussia Dortmund        | 1 - 0 | Hannover 96      | Signal Iduna Park   | 18 de marzo | 13:30 |
| Colonia                  | 2 - 0 | Bayer Leverkusen | RheinEnergieStadion | 18 de marzo | 15:30 |
| RB Leipzig               | 2 - 1 | Bayern Múnich    | Red Bull Arena      | 18 de marzo | 18:00 |

| Hoffenheim       | 6 - 0 | Colonia                  | Rhein-Neckar-Arena  | 31 de marzo | 15:30 |
| Schalke 04       | 2 - 0 | Friburgo                 | Veltins-Arena       | 31 de marzo | 15:30 |
| Stuttgart        | 1 - 1 | Hamburgo                 | Mercedes-Benz Arena | 31 de marzo | 15:30 |
| Bayer Leverkusen | 0 - 0 | Augsburgo                | BayArena            | 31 de marzo | 15:30 |
| Hannover 96      | 2 - 3 | RB Leipzig               | HDI Arena           | 31 de marzo | 15:30 |
| Bayern Múnich    | 6 - 0 | Borussia Dortmund        | Allianz Arena       | 31 de marzo | 18:30 |
| Hertha Berlín    | 0 - 0 | Wolfsburgo               | Olímpico de Berlín  | 31 de marzo | 20:30 |
| Werder Bremen    | 2 - 1 | Eintracht Frankfurt      | Weserstadion        | 1 de abril  | 15:30 |
| Mainz 05         | 0 - 0 | Borussia Mönchengladbach | Opel Arena          | 1 de abril  | 18:00 |

| Hannover 96              | 2 - 1 | Werder Bremen     | HDI Arena           | 6 de abril | 20:30 |
| Colonia                  | 1 - 1 | Mainz 05          | RheinEnergieStadion | 7 de abril | 15:30 |
| Friburgo                 | 0 - 2 | Wolfsburgo        | Schwarzwald-Stadion | 7 de abril | 15:30 |
| Borussia Mönchengladbach | 2 - 1 | Hertha Berlín     | Borussia-Park       | 7 de abril | 15:30 |
| Augsburgo                | 1 - 4 | Bayern Múnich (C) | WWK Arena           | 7 de abril | 15:30 |
| Hamburgo                 | 3 - 2 | Schalke 04        | Volksparkstadion    | 7 de abril | 18:30 |
| Borussia Dortmund        | 3 - 0 | Stuttgart         | Signal Iduna Park   | 8 de abril | 15:30 |
| Eintracht Frankfurt      | 1 - 1 | Hoffenheim        | Commerzbank-Arena   | 8 de abril | 18:00 |
| RB Leipzig               | 1 - 4 | Bayer Leverkusen  | Red Bull Arena      | 9 de abril | 20:30 |

| Wolfsburgo       | 0 - 0 | Augsburgo                | Volkswagen Arena    | 13 de abril | 20:30 |
| Hoffenheim       | 2 - 0 | Hamburgo                 | Rhein-Neckar-Arena  | 14 de abril | 15:30 |
| Hertha Berlín    | 2 - 1 | Colonia                  | Olímpico de Berlín  | 14 de abril | 15:30 |
| Bayer Leverkusen | 4 - 1 | Eintracht Frankfurt      | BayArena            | 14 de abril | 15:30 |
| Stuttgart        | 1 - 1 | Hannover 96              | Mercedes-Benz Arena | 14 de abril | 15:30 |
| Bayern Múnich    | 5 - 1 | Borussia Mönchengladbach | Allianz Arena       | 14 de abril | 18:30 |
| Schalke 04       | 2 - 0 | Borussia Dortmund        | Veltins-Arena       | 15 de abril | 15:30 |
| Werder Bremen    | 1 - 1 | RB Leipzig               | Weserstadion        | 15 de abril | 18:00 |
| Mainz 05         | 2 - 0 | Friburgo                 | Opel Arena          | 16 de abril | 20:30 |

| Borussia Mönchengladbach | 3 - 0 | Wolfsburgo       | Borussia-Park       | 20 de abril | 20:30 |
| RB Leipzig               | 2 - 5 | Hoffenheim       | Red Bull Arena      | 21 de abril | 15:30 |
| Eintracht Frankfurt      | 0 - 3 | Hertha Berlín    | Commerzbank-Arena   | 21 de abril | 15:30 |
| Stuttgart                | 2 - 0 | Werder Bremen    | Mercedes-Benz Arena | 21 de abril | 15:30 |
| Hamburgo                 | 1 - 0 | Friburgo         | Volksparkstadion    | 21 de abril | 15:30 |
| Hannover 96              | 0 - 3 | Bayern Múnich    | HDI Arena           | 21 de abril | 15:30 |
| Borussia Dortmund        | 4 - 0 | Bayer Leverkusen | Signal Iduna Park   | 21 de abril | 18:30 |
| Augsburgo                | 2 - 0 | Mainz 05         | WWK Arena           | 22 de abril | 15:30 |
| Colonia                  | 2 - 2 | Schalke 04       | RheinEnergieStadion | 22 de abril | 18:00 |

| Hoffenheim       | 3 - 1                                                                                                   | Hannover 96              | Rhein-Neckar-Arena  | 27 de abril | 20:30 |
| Hertha Berlín    | 2 - 2                                                                                                   | Augsburgo                | Olímpico de Berlín  | 28 de abril | 15:30 |
| Friburgo         | 3 - 2                                                                                                   | Colonia                  | Schwarzwald-Stadion | 28 de abril | 15:30 |
| Schalke 04       | 1 - 1                                                                                                   | Borussia Mönchengladbach | Veltins-Arena       | 28 de abril | 15:30 |
| Bayern Múnich    | 4 - 1                                                                                                   | Eintracht Frankfurt      | Allianz Arena       | 28 de abril | 15:30 |
| Wolfsburgo       | 1 - 3                                                                                                   | Hamburgo                 | Volkswagen Arena    | 28 de abril | 15:30 |
| Bayer Leverkusen | 0 - 1                                                                                                   | Stuttgart                | BayArena            | 28 de abril | 18:30 |
| Mainz 05         | 3 - 0                                                                                                   | RB Leipzig               | Opel Arena          | 29 de abril | 15:30 |
| Werder Bremen    | 1 - 1 (enlace roto disponible en Internet Archive; véase el historial, la primera versión y la última). | Borussia Dortmund        | Weserstadion        | 29 de abril | 18:00 |

| RB Leipzig               | 4 - 1                                                                                                   | Wolfsburgo       | Red Bull Arena      | 5 de mayo | 15:30 |
| Colonia                  | 1 - 3                                                                                                   | Bayern Múnich    | RheinEnergieStadion | 5 de mayo | 15:30 |
| Werder Bremen            | 0 - 0                                                                                                   | Bayer Leverkusen | Weserstadion        | 5 de mayo | 15:30 |
| Borussia Mönchengladbach | 3 - 1 (enlace roto disponible en Internet Archive; véase el historial, la primera versión y la última). | Friburgo         | Borussia-Park       | 5 de mayo | 15:30 |
| Eintracht Frankfurt      | 3 - 0                                                                                                   | Hamburgo         | Commerzbank-Arena   | 5 de mayo | 15:30 |
| Augsburgo                | 1 - 2                                                                                                   | Schalke 04       | WWk Arena           | 5 de mayo | 15:30 |
| Hannover 96              | 3 - 1                                                                                                   | Hertha Berlín    | HDI Arena           | 5 de mayo | 15:30 |
| Borussia Dortmund        | 1 - 2 (enlace roto disponible en Internet Archive; véase el historial, la primera versión y la última). | Mainz 05         | Signal Iduna Park   | 5 de mayo | 15:30 |
| Stuttgart                | 2 - 0                                                                                                   | Hoffenheim       | Mercedes-Benz Arena | 5 de mayo | 15:30 |

| Hoffenheim       | 3 - 1 | Borussia Dortmund        | Rhein-Neckar-Arena  | 12 de mayo | 15:30 |
| Hertha Berlín    | 2 - 6 | RB Leipzig               | Olímpico de Berlín  | 12 de mayo | 15:30 |
| Friburgo         | 2 - 0 | Augsburgo                | Schwarzwald-Stadion | 12 de mayo | 15:30 |
| Bayern Múnich    | 1 - 4 | Stuttgart                | Allianz Arena       | 12 de mayo | 15:30 |
| Schalke 04       | 1 - 0 | Eintracht Frankfurt      | Veltins-Arena       | 12 de mayo | 15:30 |
| Wolfsburgo       | 4 - 1 | Colonia                  | Volkswagen Arena    | 12 de mayo | 15:30 |
| Bayer Leverkusen | 3 - 2 | Hannover 96              | BayArena            | 12 de mayo | 15:30 |
| Hamburgo         | 2 - 1 | Borussia Mönchengladbach | Volksparkstadion    | 12 de mayo | 15:30 |
| Mainz 05         | 1 - 2 | Werder Bremen            | Opel Arena          | 12 de mayo | 15:30 |

| Bundesliga                        |
|                                   |
| Campeón Bayern Múnich 28.° título |

## Play-offs de ascenso y descenso

### Partido por el ascenso
| 17 de mayo de 2018, 20:30 | Wolfsburgo                          | 3:1 (2:1)                     | Holstein Kiel | Volkswagen-Arena, Wolfsburgo                              |                                                           |
|                           | Origi 13' · Brekalo 40' · Mallı 56' | DFB Reporte Soccerway Reporte | Schindler 34' | Asistencia: 28 800 espectadores Árbitro(s): Deniz Aytekin | Asistencia: 28 800 espectadores Árbitro(s): Deniz Aytekin |

| 21 de mayo de 2018, 20:30 | Holstein Kiel | 0:1 (0:0)                     | Wolfsburgo | Holstein-Stadion, Kiel                                     |                                                            |
|                           |               | DFB Reporte Soccerway Reporte | Knoche 75' | Asistencia: 12 000 espectadores Árbitro(s): Daniel Siebert | Asistencia: 12 000 espectadores Árbitro(s): Daniel Siebert |

- Wolfsburgo ganó en el resultado global con un marcador de 4 - 1, por tanto logró la permanencia en la 1. Bundesliga para la siguiente temporada.

## Datos y más estadísticas
| Jugador                   | Equipo            | Goles | Partidos | Promedio |
| ------------------------- | ----------------- | ----- | -------- | -------- |
| Robert Lewandowski        | Bayern Múnich     | 29    | 30       | 0.97     |
| Nils Petersen             | Friburgo          | 15    | 30       | 0.5      |
| Kevin Volland             | Bayer Leverkusen  | 14    | 29       | 0.48     |
| Pierre Emerick Aubameyang | Borussia Dortmund | 13    | 16       | 0.81     |
| Mark Uth                  | Hoffenheim        | 14    | 29       | 0.44     |
| Niclas Füllkrug           | Hannover 96       | 12    | 30       | 0.4      |
| Alfreð Finnbogason        | Augsburgo         | 11    | 18       | 0.61     |
| Sandro Wagner             | Bayern Múnich     | 12    | 22       | 0.52     |
| Salomon Kalou             | Hertha Berlín     | 11    | 27       | 0.41     |
| Timo Werner               | RB Leipzig        | 12    | 30       | 0.39     |
| Michael Gregoritsch       | Augsburgo         | 13    | 31       | 0.38     |
| Guido Burgstaller         | Schalke 04        | 10    | 28       | 0.36     |

| Jugador          | Equipo           | Asistencias | Partidos |
| ---------------- | ---------------- | ----------- | -------- |
| Thomas Müller    | Bayern Múnich    | 14          | 26       |
| Philipp Max      | Augsburgo        | 12          | 27       |
| James Rodríguez  | Bayern Múnich    | 11          | 18       |
| Joshua Kimmich   | Bayern Múnich    | 10          | 23       |
| Daniel Caligiuri | Schalke 04       | 8           | 19       |
| Max Kruse        | Werder Bremen    | 7           | 21       |
| Kai Havertz      | Bayer Leverkusen | 6           | 22       |
| Leon Bailey      | Bayer Leverkusen | 6           | 18       |

### Jugadores con más tarjetas amarillas
| Jugador               | Equipo                   | Amonestaciones | Partidos |
| --------------------- | ------------------------ | -------------- | -------- |
| Kyriakos Papadopoulos | Hamburgo                 | 11             | 24       |
| Dennis Geiger         | Hoffenheim               | 9              | 21       |
| Simon Falette         | Eintracht Frankfurt      | 9              | 22       |
| Dominik Kohr          | Bayer Leverkusen         | 9              | 22       |
| Santiago Ascacíbar    | Stuttgart                | 9              | 23       |
| Denis Zakaria         | Borussia Mönchengladbach | 9              | 25       |

### Jugadores con más tarjetas rojas
| Jugador                   | Equipo              | Expulsiones | Partidos |
| ------------------------- | ------------------- | ----------- | -------- |
| Gideon Jung               | Hamburgo            | 1           | 9        |
| Vedad Höfler              | Friburgo            | 1           | 8        |
| Sokratis Papastathopoulos | Borussia Dortmund   | 1           | 8        |
| Simon Falette             | Eintracht Fráncfort | 1           | 7        |
| Vedad Ibišević            | Hertha Berlín       | 1           | 7        |

### Récords de goles
- Primer gol de la temporada: Anotado por Niklas Sule, para el Bayern de Múnich contra el Bayer 04 Leverkusen (18 de agosto de 2017).
- Último gol de la temporada:
- Gol más rápido: Anotado a los 34 segundos por Alfreð Finnbogason en el F. C. Augsburgo 2-2 Borussia Mönchengladbach (26 de agosto de 2017).
- Gol más cercano al final del encuentro: Anotado en el minuto 99 por Lewis Holtby en el F.C. Colonia 1-3 Hamburgo (25 de agosto de 2017).

#### Tripletas o más
Aquí se encuentra la lista de tripletas o hat-tricks y póker de goles (en general, tres o más goles anotados por un jugador en un mismo encuentro) convertidos en la temporada.
| Fecha      | Jugador                   | Goles           | Local             | Resultado | Visitante                | Jornada    |
| ---------- | ------------------------- | --------------- | ----------------- | --------- | ------------------------ | ---------- |
| 09/9/2017  | Alfreð Finnbogason        | 21' · 32' · 90' | Augsburgo         | 3 - 0     | Colonia                  | Jornada 3  |
| 23/9/2017  | Pierre Emerick Aubameyang | 45' · 49' · 62' | Borussia Dortmund | 6 - 1     | Borussia Mönchengladbach | Jornada 6  |
| 19/11/2017 | Max Kruse                 | 55' · 59' · 78' | Werder Bremen     | 4 - 0     | Hannover 96              | Jornada 12 |
| 10/12/2017 | Nils Petersen             | 30' · 90' · 95' | Colonia           | 3 - 4     | Friburgo                 | Jornada 15 |
| 16/12/2017 | Alfreð Finnbogason        | 1' · 91' · 93'  | Augsburgo         | 3 - 3     | Friburgo                 | Jornada 17 |
| 13/1/2018  | Niclas Füllkrug           | 33' · 38' · 75' | Hannover 96       | 3 - 2     | Mainz 05                 | Jornada 18 |
| 10/3/2018  | Robert Lewandowski        | 12' · 19' · 90' | Bayern Múnich     | 6 - 0     | Hamburgo SV              | Jornada 26 |
| 31/3/2018  | Robert Lewandowski        | 5' · 44' · 87'  | Bayern Múnich     | 6 - 0     | Borussia Dortmund        | Jornada 28 |